# Macrolycus kazantsevi
Macrolycus kazantsevi is een keversoort uit de familie netschildkevers (Lycidae). De wetenschappelijke naam van de soort werd in 1996 gepubliceerd door Chernyshev.